# Hanka Kupfernagel
Hanka Kupfernagel (nascida em 19 de março de 1974) é uma ciclista profissional alemã, que compete em todas as disciplinas, como ciclocross, estrada, pista e montanha.
Suas principais conquistas foram em ciclocross (BMX), que tem inúmeras medalhas em campeonatos mundiais.
Conquistou a medalha de prata na prova de estrada feminina nos Jogos Olímpicos de Sydney 2000.
É a irmã do também ciclista Stefan Kupfernagel.